# 1822 у літературі

## Події
- Персі Біші Шеллі написав поему «Еллада», присвячену Грецькій революції. Пізніше його тіло винесло на берез після того, як його лодка потонула в Італії.

## Твори
- Томас де Квінсі опублікував «Сповідь англійського пожирача опіуму».

## Народились
- 31 березня — Григорович Дмитро Васильович, російський письменник і мистецтвознавець (помер у 1899).
- 17 серпня — Адольф д'Авріль, французький публіцист, перекладач.

## Померли
- 25 липня — Ернст Теодор Амадей Гофманн, німецький письменник-романтик, композитор (народився в 1776).